# 交響曲第6番 (スタンフォード)
交響曲第6番 変ホ長調 「G.F.ワッツの想い出に」 Op.94は、チャールズ・ヴィリアーズ・スタンフォードが作曲した交響曲。演奏時間は約36分

## 概要
1904年、"イギリスのミケランジェロ"とまで称されたヴィクトリア朝時代の代表的な画家、彫刻家ジョージ・フレデリック・ワッツがこの世を去った。そこでスタンフォードはワッツの作品になぞらえて交響曲を作曲することにした。1905年5月に開始された作曲は急ピッチで進められ、7月19日に完成、翌1906年1月18日に作曲者の指揮でロンドンのクイーンズ・ホールでの初演を迎えた。曲は1907年にボーンマスで再演された後、顧みられなくなった。
スタンフォードが念頭においていた作品は、以下に示すものと絵画「愛と生 Love and Life」「愛と死 Love and Death」である。 

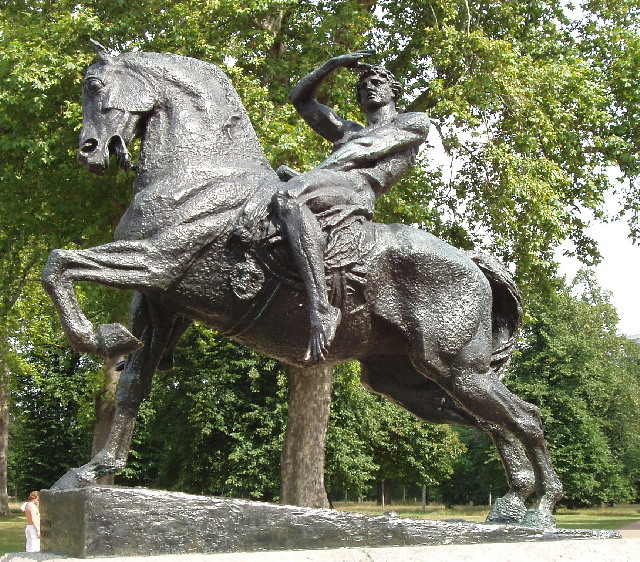
Physical Energy
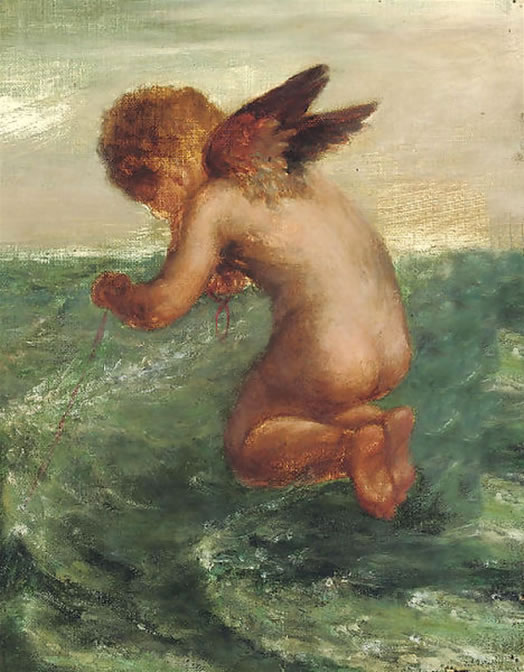
Good Luck to your Fishing

## 楽曲構成
第1楽章 アレグロ・コン・ブリオ
ソナタ形式。快活な主題が提示される。第2主題はチェロによって出される、やはり活発なもの。展開部の途中で「死」のテーマが現れるが、楽章は明るい調子をもって閉じられる。
第2楽章 アダージョ・エ・モルト・エスプレッシーヴォ
ハープを伴奏に置き、叙情的な旋律が奏でられる。「愛」のテーマである。コーラングレが効果的に用いられる。最後には「死」のテーマと一緒になり、静かに終わる。
第3楽章 スケルツォとトリオ （プレスト） -
劇的な主題によって開始される。長調のトリオも同じ素材を使用する。また、これがギャロップ様のリズム乗って、そのまま終楽章に繋がる。
第4楽章 モデラート・エ・マエストーソ
前楽章から途切れずなだれ込み、勇壮な主題を奏する。複雑に展開する中で「愛」のテーマは再び「死」のテーマと一体となり、最後は安らぎの中に静かに全曲を結ぶ。